# Platanillal (Venezuela)
Pour les articles homonymes, voir Platanillal.
Platanillal est la capitale de la paroisse civile de Platanillal dans la municipalité d'Atures dans l'État d'Amazonas au Venezuela.